# Цезијум-137

Цезијум-137 (13755Cs) је радиоактивни изотоп цезијума са временом полураспада од око 30,2 године. Цезијум-137 је производ нуклеарне фисије а до његовог ослобађања у природу долази употребом нуклеарног оружја као и у случајевима несрећа у нуклеарним електранама. Као дугоживећи радионуклид, цезијум-137 остаје у животној средини деценијама након ослобађања и представља значајан ризик за људе и животиње. Растворљив је у води и токсичан у малим количинама.

## Утицај на живи свет
Биљке усвајају овај изотоп из земље и ваздуха. Као поуздани индикатори контаминације цезијумом нарочито су се показали лишајеви, маховине и гљиве. Четири године након чернобиљске катастрофе, око 80% ослобођеног радиоактивног цезијума и даље се налазило у површинским слојевима земљишта прекривеним маховином.
Људи уносе цезијум-137 у организам удисањем или преко хране. Његов јон је аналоган јону калијума, раствара се у телесним течностима и равномерно се распоређује у организму. Из тела се углавном избацује преко урина. Биолошко време полуизлучивања је 110 дана за мушкарце, 80 дана за жене и 60 дана за децу.